# Johan I av Auvergne
Johan I av Auvergne, född okänt år, död 1386, var regerande greve av Auvergne från 1361 till 1386. 